# Phyllobothrium
Genre
Phyllobothrium est un genre de vers plats de l'ordre des cestodes.

## Liste d'espèces
Selon Catalogue of Life (4 août 2019) :
- Phyllobothrium arctowskii Wojciechowska, 1991
- Phyllobothrium blochii Srivastav & Srivastava, 1988
- Phyllobothrium bombayensis Strivastava & Capoor, 1979
- Phyllobothrium brassica Van Beneden, 1871
- Phyllobothrium britannicum Williams, 1968
- Phyllobothrium crispatissimum Monticelli, 1889
- Phyllobothrium crispum Linton, 1889
- Phyllobothrium dagnalium Southwell, 1927
- Phyllobothrium dasybati Yamaguti, 1934
- Phyllobothrium delphini (Bosc, 1802)
- Phyllobothrium dentatum Linstow, 1907
- Phyllobothrium dephini (Bosc, 1802)
- Phyllobothrium dipsadomorphi Shipley, 1900
- Phyllobothrium fallax Van Beneden, 1871
- Phyllobothrium flami Pramanik & Manna, 2009
- Phyllobothrium floraforme (Southwell, 1912) Southwell, 1930
- Phyllobothrium georgiense Wojciechowska, 1991
- Phyllobothrium ketae Canavan, 1928
- Phyllobothrium lactuca Van Beneden, 1850
- Phyllobothrium leuci Watson & Thorson, 1976
- Phyllobothrium lintoni (Southwell, 1912) Southwell, 1930
- Phyllobothrium loculatum Yamaguti, 1952
- Phyllobothrium loliginis (Leidy, 1887) Linton, 1897
- Phyllobothrium magnum Hart, 1936
- Phyllobothrium marginatum Yamaguti, 1934
- Phyllobothrium microsomum Southwell & Hilmy, 1929
- Phyllobothrium minimum Subhapradha, 1955
- Phyllobothrium minutum Shipley & Hornell, 1906
- Phyllobothrium nicaraguensis Watson & Thorson, 1976
- Phyllobothrium pammicrum Shipley & Hornell, 1906
- Phyllobothrium panjadi (Shipley, 1909) Southwell, 1930
- Phyllobothrium physeteris (Diesing, 1863) Meggitt, 1924
- Phyllobothrium piriei Williams, 1968
- Phyllobothrium prionacis Yamaguti, 1934
- Phyllobothrium pristis Watson & Thorson, 1976
- Phyllobothrium radioductum Kay, 1942
- Phyllobothrium rakusai Wojciechowska, 1991
- Phyllobothrium rhinoptera Vijayalakshmi & Sarada, 1996
- Phyllobothrium riseri Ruhnke, 1996
- Phyllobothrium rotundum (Klaptocz, 1906)
- Phyllobothrium rudicornis (Drummond, 1838)
- Phyllobothrium salmonis Fujita, 1922
- Phyllobothrium septaria (Van Beneden, 1889)
- Phyllobothrium serratum Yamaguti, 1952
- Phyllobothrium siedleckii Wojciechowska, 1991
- Phyllobothrium sinuosiceps Williams, 1959
- Phyllobothrium spini Pramanik & Manna, 2009
- Phyllobothrium squali Yamaguti, 1952
- Phyllobothrium thridax Van Beneden, 1849
- Phyllobothrium trygoni Jadhav, 1985
- Phyllobothrium tumidum Linton, 1922
- Phyllobothrium typicum Subhapradha, 1955
- Phyllobothrium unilaterale Southwell, 1925
- Phyllobothrium variabile (Linton, 1889) Southwell, 1930
- Phyllobothrium visakhapatnamensis Gangadharam & Vijaya Lakshmi, 2004
- Phyllobothrium williamsi Schmidt, 1986